# Donneville
Donneville – miejscowość i gmina we Francji, w regionie Oksytania, w departamencie Górna Garonna.
Według danych na rok 1990 gminę zamieszkiwały 682 osoby, a gęstość zaludnienia wynosiła 255 osób/km² (wśród 3020 gmin regionu Midi-Pyrénées Donneville plasuje się na 476. miejscu pod względem liczby ludności, natomiast pod względem powierzchni na miejscu 1672.).